# Corydalis chionophila
Corydalis chionophila là một loài thực vật có hoa trong họ Anh túc. Loài này được Czerniak. mô tả khoa học đầu tiên năm 1930.